# Nový Ruskov
Nový Ruskov je obec na Slovensku v okrese Trebišov. Obec vznikla v roce 1964 spojením obcí Velký a Malý Ruskov. V obci se nachází národní kulturní památka, řeckokatolický kostel panny Marie Ochránkyně.

## Polohopis
Obec Nový Ruskov se nachází v Košickém kraji, v západní části Východoslovenské nížiny. Katastr obce sousedí s městy Trebišov, Sečovce a obcemi Hriadky, Vojčice, Milhostov, Plechotice, Velké Ozorovce a Malé Ozorovce. Nadmořská výška nejnižšího místa v obci je 109.8  m n. m. a nachází se na východě velkoruskovského katastru. Nejvýše položené místo je v nadmořské výšce 165.8  m n. m. a je v lokalitě "les". Střed obce Velký Ruskov se nachází ve výšce 132  m n. m.. Výměra obou katastrálních území je celkem 1101 ha, z toho výměra velkoruskovského katastru je 705 ha, maloruskovského představuje 395 ha.

### Podnebí
Obec a její okolí mají znaky kontinentálního podnebí. Teplota v lednu se pohybuje od −1,5 do −4 °C a v červenci od 18,5 do 19,5 °C. Roční srážky představují 650–700 mm. Trvání slunečního svitu ve vegetačním období je nad 1500 hodin. Převládajícím směrem proudění vzdušných mas je S proudění, toto proudění dosahuje i největší rychlosti. Zimy jsou stále častěji bez souvislé sněhové pokrývky. V průměru jednou za desetiletí se na odkryté jihovýchodní části katastru vytvoří až třímetrové sněhové závěje.

### Vodní toky a vodní plochy
Územím Malého Ruskova protéká jeden malý vodní tok s upraveným korytem s názvem Drienovec (Drahňovec), který napájí vodní nádrž Malý Ruskov. Tato leží na jihovýchodní hranici území. Zmíněný vodní tok odvodňuje celé území a protéká od západu na východ, přičemž přibírá jeden stálý, jeden občasný a jeden kanálový přítok po levé straně toku a dva občasné pravostranné přítoky.

## Symboly obce
Obec má vlastní obecní symboly, a to obecní zástavu, obecní znak, obecní pečeť i obecní hymnu.

## Znak
Znak obce byl schválen teprve nedávno. Vycházel z historické pečeti obce Malý Ruskov, která se sporadicky objevovala na listinách ze začátku 20. století. Odráží zemědělský charakter obce.

## Známí rodáci
- Štefan Boleslav Roman – zakladatel a první předseda Světového kongresu Slováků

## Zajímavosti
Před kovárnou jsou zmenšeniny různých staveb, například šikmé věže v Pise, Eiffelovy věže a Sochy svobody. Eiffelova věž se již v obci nenachází, ale přibyl Big Ben i holandský větrný mlýn.

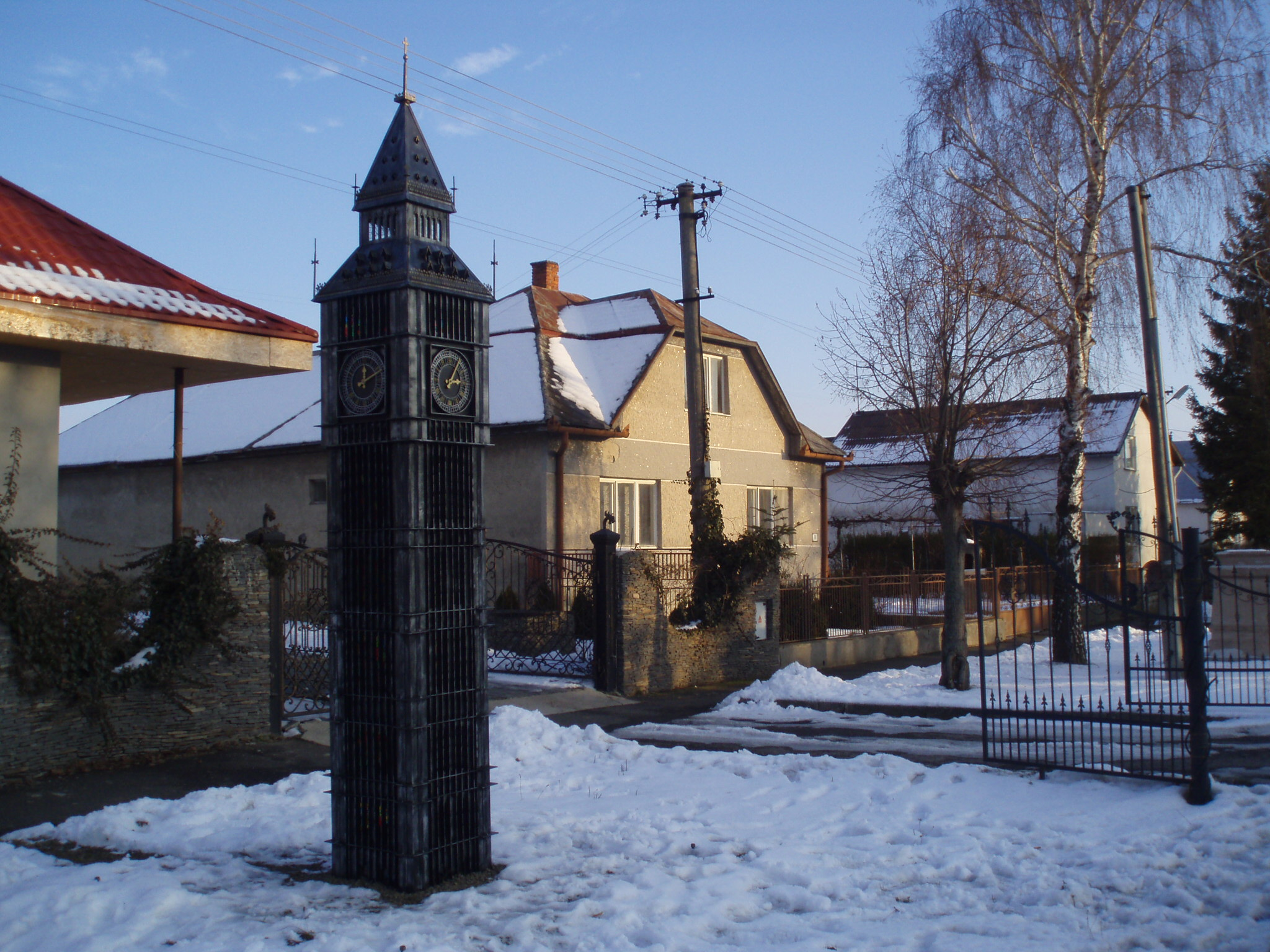
Big Ben ve vesnici Nový Ruskov

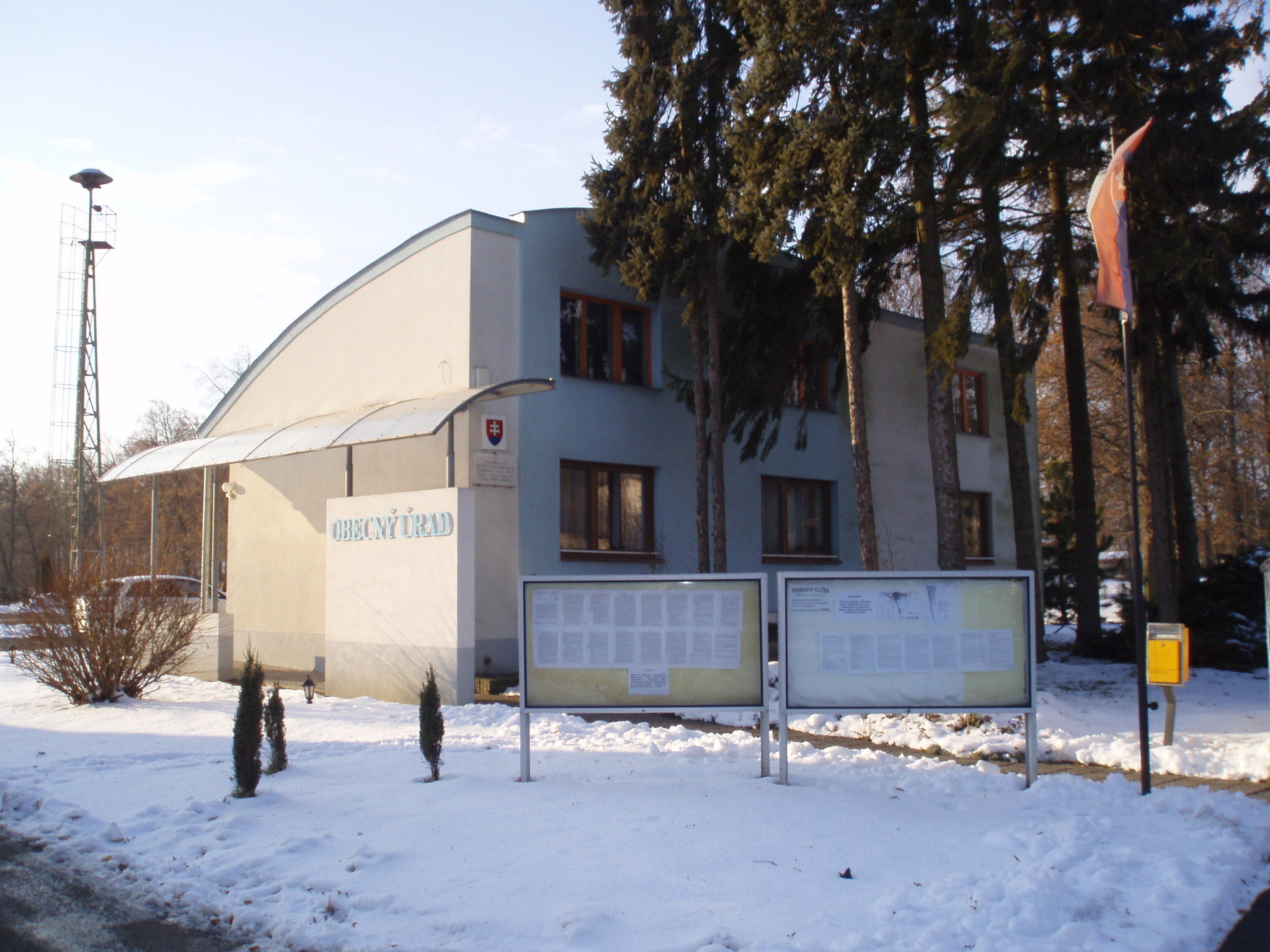
Budova obecního úřadu